# Necropolis
Necropolis – ósmy album studyjny polskiej grupy deathmetalowej Vader. W Europie wydawnictwo ukazało się 21 sierpnia 2009 roku nakładem wytwórni muzycznej Nuclear Blast Records, zaś w Stanach Zjednoczonych 22 września 2009 roku. Album został zrealizowany w białostockim Hertz Studio we współpracy z braćmi Sławomirem i Wojciechem Wiesławskimi. Jest to pierwszy album zespołu zrealizowany z udziałem perkusisty Pawła "Paula" Jaroszewicza. Pomimo członkostwa w zespole basista Tomasz "Reyash" Rejek i gitarzysta Wacław "Vogg" Kiełtyka nie wzięli udziału w sesji nagraniowej albumu.
W lutym 2010 roku album Necropolis uzyskał nominację do nagrody polskiego przemysłu fonograficznego Fryderyka w kategorii: album roku heavy metal.

## Realizacja

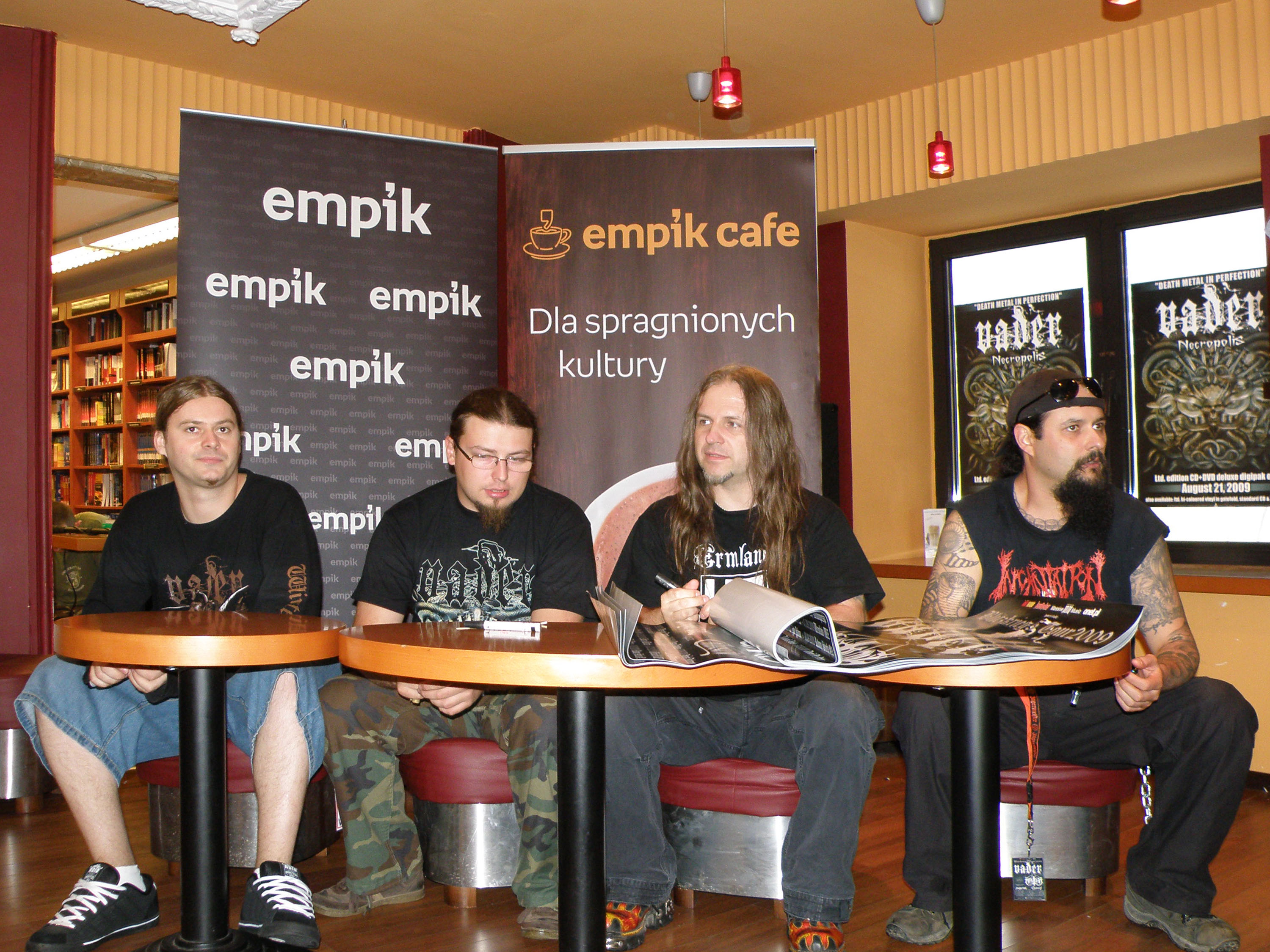
Od lewej: Wacław Kiełtyka, Paweł Jaroszewicz, Piotr Wiwczarek i Tomasz Rejek 29 sierpnia 2009 podczas spotkania z fanami

Prace nad albumem Necropolis grupa Vader rozpoczęła w grudniu 2008 roku w białostockim Hertz Studio, gdzie odbyła się przedprodukcja albumu. Podczas niej zarejestrowano m.in. utwory: "Rise Of The Undead" i "Impure", opublikowane później na oficjalnej stronie internetowej zespołu.
W połowie marca 2009 roku grupa ponownie zagościła w studiu Hertz, kiedy to nagrane zostały partie śladów perkusji, gitar, gitary basowej oraz wokali. Nagrania zakończono 18 maja 2009 roku. Produkcja muzyczna, mastering oraz miksowanie odbyły się w Antfarm Studio w Danii. Wykonał je producent muzyczny Tue Madsen, który współpracował z takimi grupami muzycznymi jak Hatesphere, Mnemic czy The Haunted. O albumie Necropolis lider grupy Piotr Wiwczarek wypowiedział się następująco: "W poniedziałek 18 maja ukończyliśmy prace nad Necropolis!!! Ostatnim etapem był mój wylot do Aarhus w Danii i wizyta w studio AntFarm. Przez dwa dni z Tue Madsenem omawialiśmy charakter nowej płyty oraz szczegóły dotyczące samego montażu. Kolejne dni to samotna praca Tue w zaciszu Jego studia. Efekt jest piorunujący!!! Nowe kompozycje brzmią potężnie i tajemniczo zarazem. Nie mniej magiczna jest okładka płyty (autorstwa Jacka Wiśniewskiego) – tak inna od dotychczasowych".
Podczas pobytu w studiu grupa zrealizowała reportaż dokumentujący proces nagrań poszczególnych instrumentów. Pomimo członkostwa w zespole basista Tomasz "Reyash" Rejek i gitarzysta Wacław "Vogg" Kiełtyka nie wzięli udziału w sesji nagraniowej albumu. Kiełtyka odmówił nagrania partii solowych ze względu na niedopełnienie warunków finansowych.
Autorami tekstów na płycie byli lider grupy Piotr Wiwczarek (pięć utworów) i Harry Maat (cztery utwory). Promujący płytę utwór "Never Say My Name" jest inspirowany książką Patricka Grahama L'Évangile Selon Satan (pol. Ewangelia według Szatana). Autorem okładki albumu jest Jacek Wiśniewski, który współpracował z zespołem przy albumach Black to the Blind, Litany i Revelations. Obraz został udostępniony na oficjalnej stronie zespołu 25 maja 2009 roku, jeszcze przed premierą Necropolis. Piotr Wiwczarek udzielił następującego komentarza odnośnie do okładki: "Okładka określa zawartość płyty... Przywołaliśmy Stare Duchy po raz kolejny. Nieznane zostało obudzone ponownie. Necropolis jest dokładnie jak obrazek na okładce: solidny, Metalowy i Zły, z wieloma smaczkami, płaszczyznami i... ukrytymi Tajemnicami".

## Promocja
W Europie wydawnictwo ukazało się 21 sierpnia 2009 roku nakładem wytwórni muzycznej Nuclear Blast Records. W Polsce album został wydany nakładem Warner Music na podstawie umowy o dystrybucji, natomiast premiera w Stanach Zjednoczonych miała miejsce 22 września 2009 roku. W wersji digipack album Necropolis ukazał się z dołączoną płytą DVD pt. To Live!!!, zawierającą nagranie z koncertu charytatywnego poświęconego Adrianowi "Covanowi" Kowankowi. Koncert został zarejestrowany 26 kwietnia 2009 roku w krakowskim klubie Studio. W ramach promocji albumu został zrealizowany teledysk do utworu pt. "Never Say My Name". Nagrania odbyły się we Wrocławiu we współpracy z zespołem producenckim Inbornmedia. Na profilu zespołu w serwisie YouTube ukazał się reportaż przedstawiający realizację teledysku. 1 września, także 2009 roku w formie digital download ukazał się singel z albumu pt. "We Are the Horde". Natomiast 30 października ten sam utwór został wydany na 7" płycie winylowej jako split z amerykańskim zespołem Nile. Singel ukazał się w nakładzie limitowanym do 333 egzemplarzy.
Późnym latem grupa odbyła trasę koncertową po Polsce pod nazwą Blitzkrieg 5 Tour 2009. Wraz z Vader wystąpiła szwedzka blackmetalowa grupa Marduk oraz polskie Chainsaw i Esqarial. Z udziału w trasie zrezygnowały poprzednio zaanonsowane grupy Rootwater i Blindead. Trasa rozpoczęła się 29 sierpnia 2009 roku w Warszawie, a zakończyła 13 września w Toruniu. Ponadto Vader wystąpił w takich miastach jak Olsztyn, Gdańsk, Szczecin, Poznań, Łódź, Katowice, Opole, Wrocław, Kraków, Rzeszów, Radom, Lublin i Białystok. Podczas koncertów grupa wykonała pięć utworów pochodzących z albumu Necropolis. Koncerty poprzedziły spotkania muzyków Vader z fanami w salonach EMPiK w ośmiu z piętnastu miast, które obejmowała trasa koncertowa.

## Odbiór

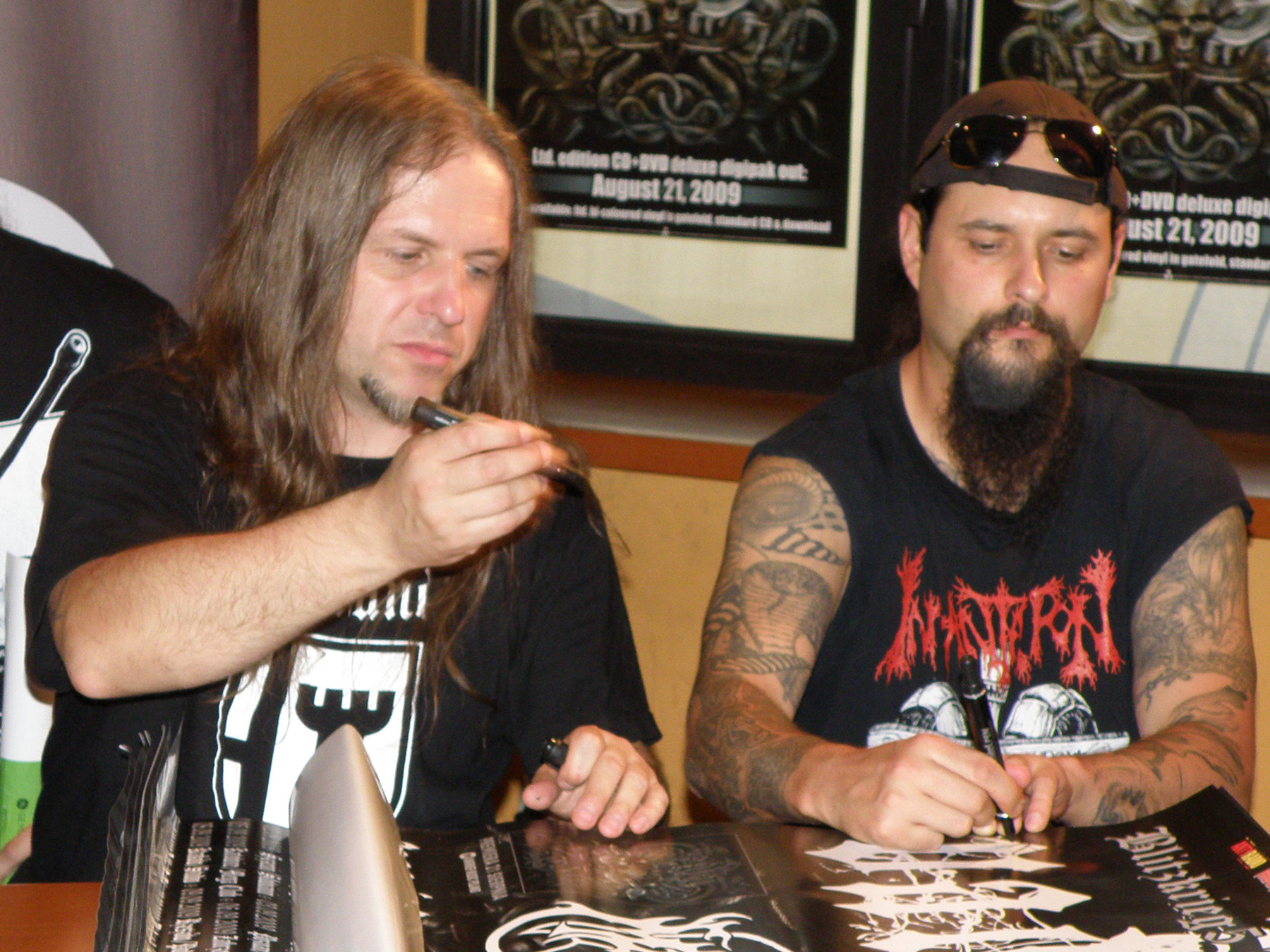
Piotr Wiwczarek i Tomasz Rejek 29 sierpnia 2009 podczas spotkania z fanami

Album dotarł do 5. miejsca polskiej listy przebojów (OLiS). Płyta opuściła zestawienie pięć tygodni później. W Stanach Zjednoczonych materiał dotarł do 37. miejsca listy Billboard Top Heatseekers sprzedając się w nakładzie około 1200 egzemplarzy w przeciągu tygodnia od dnia premiery. Płyta trafiła ponadto na listy sprzedaży we Francji i Niemczech. Z kolei pochodzący z wydawnictwa, promowany teledyskiem utwór "Never Say My Name" dotarł do 4. miejsca listy przebojów Antyradia – Turbo Top
.
Wydawnictwo spotkałem się z niejednoznacznym przyjęciem krytyków jak i publiczności. Recenzenci zaznaczyli powielanie pomysłów i konstrukcji utworów z poprzednich wydawnictw zespołu, jednakże z wyraźnymi wpływami thrash metalu czy partiami solowymi nawiązującymi do twórczości grupy Slayer. Szerszą recenzję Necropolis przygotował dziennikarz serwisu CGM Zbigniew Zegler: "Nie jestem zbyt sentymentalny, ale ten zabieg na mnie zadziałał. Współczesne brzmienie Necropolis w koalicji z rozwiązaniami aranżacyjnymi sprzed dwóch dekad robią piorunujące wrażenie. To oczywiście nadal death metal. Momentami ekstremalny".
Pozytywnie do albumu odniósł się dziennikarz branżowego pisma Teraz Rock – Jordan Babula, który napisał w swej recenzji: "...33 minuty 33 sekundy muzyki urozmaiconej, ekscytującej i... wciąż bardzo stylowej. Dyscyplina kompozycji i brzmienia, a przede wszystkim charakterystyczny growling Petera, nie zostawiają wątpliwości, z jakim zespołem mamy do czynienia". Ze stosunkowo "chłodnym" przyjęciem produkcja spotkała się ze strony recenzenta serwisu Onet.pl – Przemysława Jurka, który napisał: "Jak długo jeszcze można grać w tym samym stylu, z modyfikacjami, które są de facto nieistotną kosmetyką? Kiedy ostatecznie wyczerpie się – i tak już nadwyrężona – cierpliwość fanów? I czy naprawdę konsekwencja i niechęć do artystycznych eksperymentów to najprostsza droga do osiągnięcia pozycji Lemmy’ego Kilmistera?".
Wśród fanów zespołu Necropolis spotkał się z pozytywnym odbiorem. Nagrania otrzymały 4.53 punktów na podstawie 178. głosów w serwisie interia.pl. W lutym 2010 roku album uzyskał nominację do nagrody polskiego przemysłu fonograficznego Fryderyka w kategorii: album roku heavy metal. Materiał uplasował się na 10. miejscu plebiscytu Płyta roku 2009 czytelników portalu Rockmetal.pl. Wydawnictwo znalazło się także na 10. miejscu zestawienia Metal Storm Awards w kategorii The Best Death Metal Album.

## Lista utworów

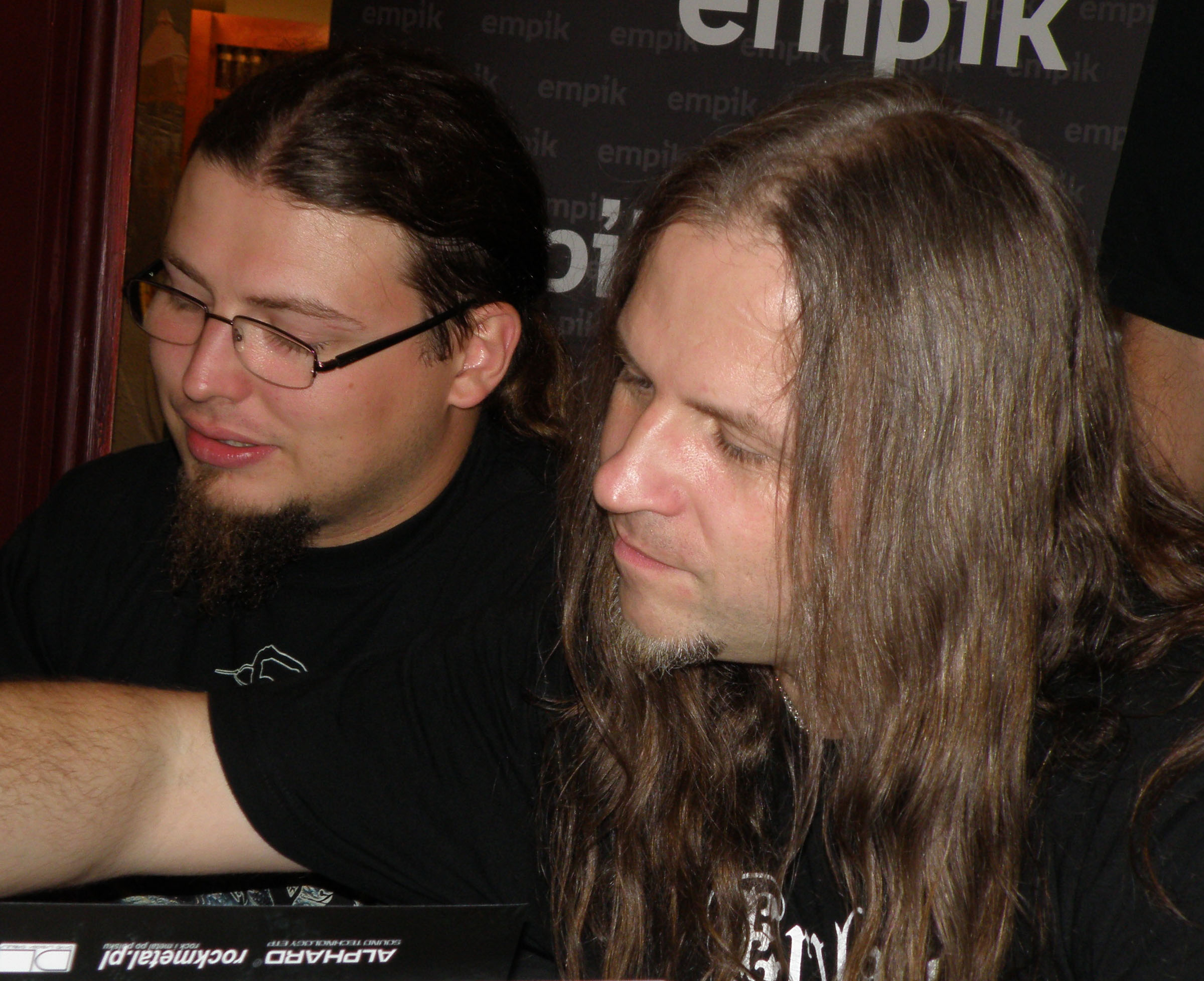
Paweł Jaroszewicz i Piotr Wiwczarek 29 sierpnia 2009 podczas spotkania z fanami

Opracowano na podstawie materiału źródłowego.
| Nr  | Tytuł utworu                  | Słowa                | Muzyka          | Długość |
| --- | ----------------------------- | -------------------- | --------------- | ------- |
| 1.  | „Devilizer”                   | Piotr Wiwczarek      | Piotr Wiwczarek | 03:19   |
| 2.  | „Rise Of The Undead”          | Piotr Wiwczarek      | Piotr Wiwczarek | 03:52   |
| 3.  | „Never Say My Name”           | Piotr Wiwczarek      | Piotr Wiwczarek | 02:01   |
| 4.  | „Blast”                       | Piotr Wiwczarek      | Piotr Wiwczarek | 01:50   |
| 5.  | „The Seal”                    | utwór instrumentalny | Piotr Wiwczarek | 02:10   |
| 6.  | „Dark Heart”                  | Harry Maat           | Piotr Wiwczarek | 02:59   |
| 7.  | „Impure”                      | Harry Maat           | Piotr Wiwczarek | 03:40   |
| 8.  | „Summoning The Futura”        | Piotr Wiwczarek      | Piotr Wiwczarek | 01:05   |
| 9.  | „Anger”                       | Piotr Wiwczarek      | Piotr Wiwczarek | 02:14   |
| 10. | „We Are Horde”                | Harry Maat           | Piotr Wiwczarek | 03:10   |
| 11. | „When The Sun Drowns In Dark” | Harry Maat           | Piotr Wiwczarek | 07:06   |
|     |                               |                      |                 | 33:26   |

| Utwory dodatkowe | Utwory dodatkowe                         | Utwory dodatkowe | Utwory dodatkowe                          | Utwory dodatkowe |
| Nr               | Tytuł utworu                             | Słowa            | Muzyka                                    | Długość          |
| ---------------- | ---------------------------------------- | ---------------- | ----------------------------------------- | ---------------- |
| 1.               | „Black Metal (cover Venom”               | Conrad Lant      | Tony Bray, Jeff Dunn, Conrad Lant         | 03:13            |
| 2.               | „Fight Fire with Fire (cover Metalliki)” | James Hetfield   | James Hetfield, Cliff Burton, Lars Ulrich | 04:05            |
| 3.               | „Rise of the Undead (early version)”     | Piotr Wiwczarek  | Piotr Wiwczarek                           | 03:52            |
| 4.               | „Impure (early version)”                 | Harry Maat       | Piotr Wiwczarek                           | 03:40            |
|                  |                                          |                  |                                           | 14:50            |

| To Live, Bonus DVD | To Live, Bonus DVD   | To Live, Bonus DVD | To Live, Bonus DVD  | To Live, Bonus DVD |
| Nr                 | Tytuł utworu         | Słowa              | Muzyka              | Długość            |
| ------------------ | -------------------- | ------------------ | ------------------- | ------------------ |
| 1.                 | „Crucified Ones”     | Piotr Wiwczarek    | Piotr Wiwczarek     | 3:57               |
| 2.                 | „Black to the Blind” | Paweł Wasilewski   | Piotr Wiwczarek     | 4:38               |
| 3.                 | „The Epitaph”        | Łukasz Szurmiński  | Piotr Wiwczarek     | 3:56               |
| 4.                 | „Carnal”             | Paweł Frelik       | Piotr Wiwczarek     | 2:34               |
| 5.                 | „Wings”              | Paweł Frelik       | Piotr Wiwczarek     | 3:51               |
| 6.                 | „This is the War”    | Piotr Wiwczarek    | Piotr Wiwczarek     | 4:04               |
| 7.                 | „Lead Us!!!”         | Piotr Wiwczarek    | Maurycy Stefanowicz | 3:13               |
|                    |                      |                    |                     | 26:13              |

| Nile / Vader (7" Singel) | Nile / Vader (7" Singel)                                        | Nile / Vader (7" Singel) | Nile / Vader (7" Singel)          | Nile / Vader (7" Singel) |
| Nr                       | Tytuł utworu                                                    | Słowa                    | Muzyka                            | Długość                  |
| ------------------------ | --------------------------------------------------------------- | ------------------------ | --------------------------------- | ------------------------ |
| 1.                       | „Permitting the Noble Dead to Descend to the Underworld (Nile)” | Karl Sanders             | Dallas Toler-Wade, George Kollias | 03:32                    |
| 2.                       | „We Are the Horde (Vader)”                                      | Harry Maat               | Piotr Wiwczarek                   | 03:10                    |
|                          |                                                                 |                          |                                   | 6:42                     |

## Twórcy
Opracowano na podstawie materiału źródłowego.
| Zespół Vader w składzie - Piotr "Peter" Wiwczarek – gitara rytmiczna, gitara prowadząca, gitara basowa, wokal prowadzący, wokal wspierający, inkantacje, słowa - Paweł "Paul" Jaroszewicz – perkusja - Tomasz "Reyash" Rejek – gitara basowa (tylko na płycie DVD) - Wacław "Vogg" Kiełtyka – gitara rytmiczna, gitara prowadząca (tylko na płycie DVD) Dodatkowi muzycy - Marek Pająk – gościnnie gitara prowadząca (utwory 3, 9, 11, 13) - Bartłomiej "Bart" Krysiuk – gościnnie wokal wspierający (utwór 12) - Maciej Taff – gościnnie wokal prowadzący (utwór 13) | Produkcja - Harry Maat – słowa - Tue Madsen – produkcja, miksowanie, mastering (Antfarm Studio, Aabyhoej, Dania, maj 2009) - Sławomir i Wojciech Wiesławscy – inżynieria dźwięku, realizacja (Hertz Studio, Białystok, marzec–kwiecień 2009) - Marek Heimburger – miksowanie (utwory 5, 8) (VooDoo Gates Studio, Olsztyn, Polska, maj 2009) - Jacek Wiśniewski – oprawa graficzna, okładka - Maciej Pawełczyk – kamera, produkcja dla Inbornmedia (DVD) - Stefan Czapla, Jakub Annusewicz – kamera (DVD) - Jakub Jakielaszek – kamera, edycja i postprodukcja (DVD) - Bartosz Chmielewski – nagranie i miksowanie audio (DVD) |

## Pozycje na listach

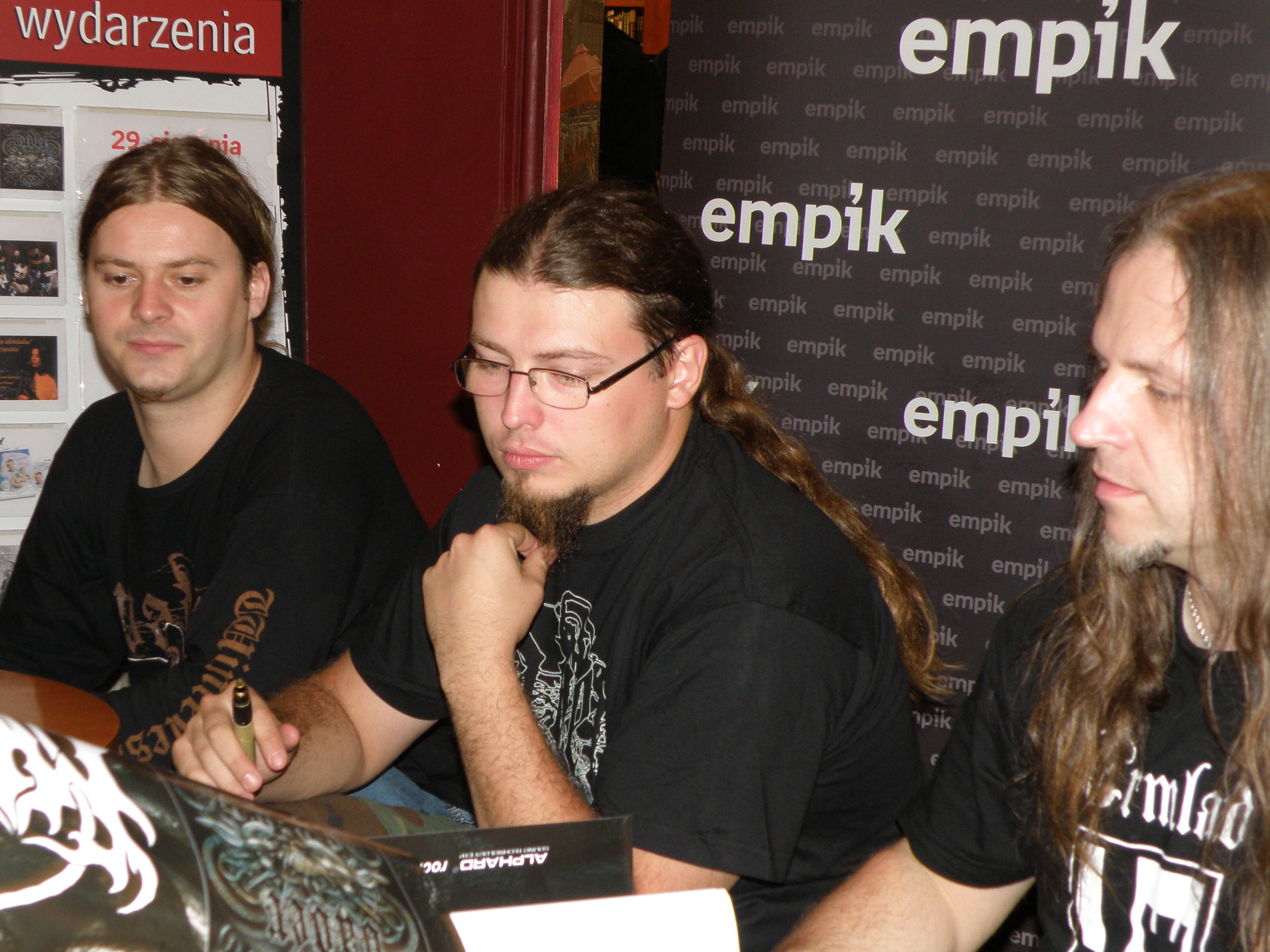
Wacław Kiełtyka, Paweł Jaroszewicz i Piotr Wiwczarek 29 sierpnia 2009 podczas spotkania z fanami

| Lista                                 | Kraj              | Pozycja |
| ------------------------------------- | ----------------- | ------- |
| OLiS                                  | Polska            | 5       |
| Media Control Charts                  | Niemcy            | 64      |
| SNEP                                  | Francja           | 188     |
| Billboard Top Heatseekers             | Stany Zjednoczone | 36      |
| Current Hard Music Albums Core Stores | Stany Zjednoczone | 10      |
| Indy/Small Chain Core Stores          | Stany Zjednoczone | 76      |
| Top Hard Music Albums                 | Stany Zjednoczone | 84      |

## Wydania
| Rok  | Nr katalogowy          | Format                                 | Wytwórnia                         | Region            | Źródło |
| ---- | ---------------------- | -------------------------------------- | --------------------------------- | ----------------- | ------ |
| 2009 | NB 2396-2, 27361 23962 | CD, Album                              | Nuclear Blast                     | Niemcy/Europa     | [ 56 ] |
| 2009 | 27361 23965, NB 2396-5 | CD, Album + DVD-V + Box, Ltd, Num, Mai | Nuclear Blast                     | Niemcy/Europa     | [ 56 ] |
| 2009 | NB 2396-0, 27361 23960 | CD, Album + DVD-V + Ltd, Sli           | Nuclear Blast                     | Niemcy/Europa     | [ 56 ] |
| 2009 | NB 2396-1              | LP, Album, Ltd, Hal                    | Nuclear Blast                     | Niemcy/Europa     | [ 56 ] |
| 2009 | NB 2396-2, 2396-2      | CD, Album                              | Nuclear Blast                     | Stany Zjednoczone | [ 56 ] |
| 2009 | NB 2442-2              | CD, Album, Ltd, Dig + DVD-V            | Nuclear Blast                     | Stany Zjednoczone | [ 56 ] |
| 2009 | MICP-10837             | CD, Album                              | Avalon/Marquee Inc.               | Japonia           | [ 56 ] |
| 2009 | MIZP-60016             | CD, Album, MIZ + DVD-V, MIZ            | Avalon/Marquee Inc.               | Japonia           | [ 56 ] |
| 2009 | SR-0481                | CD, Album                              | Scarecrow Records                 | Meksyk            | [ 56 ] |
| 2009 | IROND CD 09-1630       | CD, Album                              | Irond Records                     | Rosja             | [ 56 ] |
| 2009 | 727361239626           | CD, Album                              | Nuclear Blast/Warner Music Poland | Polska            | [ 57 ] |
| 2009 | 727361239602           | CD, Album + DVD                        | Nuclear Blast/Warner Music Poland | Polska            | [ 58 ] |
| 2009 | 727361239619           | LP, Album                              | Nuclear Blast/Warner Music Poland | Polska            | [ 59 ] |